# La hoz de oro
La hoz de oro (en francés: La Serpe d'or) es la historieta n.º 2 de la serie Astérix el Galo, obra del guionista René Goscinny y del dibujante Albert Uderzo.
Se publicó por entregas en la revista francesa Pilote desde su n.º 42 (11 de agosto de 1960) hasta el 74 (23 de marzo de 1961).
Por error, Uderzo presentó las últimas páginas con estilo de tira de prensa, de manera que las viñetas eran más reducidas y el margen más grande.[cita requerida]
La historieta salió en álbum en 1962, con una tirada de 15 000 ejemplares.[cita requerida]

## Argumento
Al druida Panoramix se le rompe la hoz de oro que emplea para recoger el muérdago, que sólo tiene poderes mágicos si es cortado con una hoz así. Dentro de poco, Panoramix habrá de asistir a la reunión anual de druidas galos que se celebra en el Bosque de los Carnutes, y no podrá hacerlo sin la hoz de oro. Las adecuadas se fabrican en Lutecia, así que Astérix y Obélix viajarán a esa ciudad para conseguir una.

## Personajes
- Astérix.
- Asurancetúrix.
- Obélix.
- Panoramix.
- Abraracúrcix.
- Lentix.
- Gangsterix.
- Un decurión
- Un centurión.
- El prefecto Gracus Astutus.
- Amerix, primo lejano de Obélix.

## Desarrollo

### En la aldea y en sus cercanías
En la pequeña aldea en la que viven los protagonistas de la serie, así como en sus alrededores, es un día tranquilo y apacible: el bardo Asurancetúrix se ocupa de la instrucción de los niños, y Astérix regresa de caza habiendo cobrado un jabalí. El fabricante y repartidor de menhires Obélix trabaja una nueva pieza mientras canta una canción:
- ¡Dulce Galia...!
Más tarde, Astérix ha invitado a comer a Obélix, y los dos están dando buena cuenta de la pitanza en una mesa al aire libre junto a la casa de Astérix.
- ¿Otro jabalí, Obélix?

- ¡Sí!
De repente, un grito rompe la calma:
- ¡Por Tutatis!
Es la voz del druida Panoramix. Las quejas vienen del otro lado de la empalizada, así que muchos salen del poblado para ver qué ocurre, y acaban reuniéndose al pie de un árbol bajo el que hay un dolmen a propósito para subir y bajar. Viendo la escena, Astérix le dice a Obélix que allí está el druida.
- ¡Está en aquella encina!
El druida baja del árbol y explica su enfado:
- ¡Por Belenos, por Tutatis y por Belisana! ¡Se me ha roto la hoz de oro! ¡Es terrible! ¡Para que el muérdago tenga poderes mágicos, debe ser cortado con una hoz de oro!
De entonces a pocos días, Panoramix habrá de ir a la reunión anual de druidas que se celebra en el Bosque de los Carnutes. El druida no podrá hacerlo sin una hoz de oro. Astérix le sugiere que compre otra, y Panoramix le responde que las buenas son obra de Amerix, cuyo nombre hace alusión al famoso y rico «tío de América» que supuestamente tiene todo el mundo, que las fabrica en Lutecia, y eso queda muy lejos, y para llegar hay que cruzar bosques llenos de bárbaros y bandidos. Astérix se ofrece a ir a Lutecia para comprar la hoz, y Obélix lo acompañará. Panoramix da a Astérix una provisión de poción mágica para que la lleve consigo, y los dos amigos parten ese mismo día. Obélix lleva un menhir a cuestas para regalárselo a Amerix, que es un primo lejano suyo y el miembro de la familia que ha hecho fortuna. Abraracúrcix, el jefe de la aldea, les desea buen viaje y un pronto regreso. Asurancetúrix quiere entonar un canto de despedida, pero todo el mundo regresa a sus quehaceres.

### De camino a Lutecia
Ya en un bosque, Astérix dice a Obélix que lleva cien monedas de oro para la hoz y unas cuantas de bronce para los gastos del camino y de la estancia. Al oírlo, unos bandidos intentan asaltarlos, pero los dos amigos los despachan sin detenerse. Mientras se van alejando, Astérix lamenta la situación:
- Espero que no encontremos demasiados bandidos por el camino, porque eso hace aún más baja nuestra media.
Tras despachar a los bandidos del bosque, los viajeros llegan a la calzada romana.
Al poco, ven a un lado de la calzada el albergue «El bárbaro arrepentido».
- Este albergue es célebre por su especialidad en jabalí asado.

- ¡Asado o crudo con sal, el jabalí es mi plato favorito!
Al entrar en el albergue, donde pasarán la noche, Astérix pide dos jabalíes. Obélix se apresura a pedir dos jabalíes para él también. Cuando ya están comiendo, otro viajero, al enterarse de que los dos amigos van a Lutecia, dice de ella que es una ciudad hermosa pero muy peligrosa.
Al día siguiente, los dos amigos se despiden del posadero y continúan su viaje. Al ver a lo lejos la construcción de un acueducto, para la que se están empleando unas grúas, Astérix se queja de que los romanos estropean el paisaje. Más tarde, los viajeros llegan a Suindinum (hoy, Le Mans), pero no encuentran alojamiento, ya que ha acudido mucha gente para ver la carrera de 24 horas, en la que participan conductores de carros tirados por bueyes, en alusión a las 24 Horas de Le Mans, una carrera de automovilismo.

### En Lutecia
Pasados unos días, los dos viajeros llegan a avistar desde la altura la ciudad de Lutecia.
Ya entrando por un puente que cruza el río, los viajeros conocen el gentío y el aire viciado propios de la gran ciudad. Una vez en sus calles, Astérix decide apresurarse a buscar la casa de Amerix. El conductor de un carro, un romano civil, impreca a otro del país con el que se cruza:
- ¡Un poco de atención, bárbaro!

- ¿Te crees Ben-Hur?
Los viajeros recurren a un hombre que está en la orilla del río pescando con caña. Le preguntan si pican los peces, y él les responde que en toda la mañana no ha sacado del río más que ánforas vacías. Acabadas las formalidades, le dicen si sabe cuál es la casa de Amerix, y él les indica el camino.
Llegados allí, llaman a la puerta, pero nadie abre. Un vecino les aconseja que se alejen de allí. Así lo hacen al ver llegar una patrulla romana.
Los dos amigos llegan entonces al establecimiento «Los alegres Arvernos», cuyo rótulo anuncia que se sirven vinos de Aquitania y cerveza. En otro cartel, se dice que se vende vino a granel. En el siguiente renglón del cartel, se advierte de que se cuentan las ánforas.
Astérix y Obélix se acomodan en una mesa al aire libre, a la puerta del establecimiento.
- ¿Qué va a sher?

- Dos escudillas de cerveza bien tirada.
El dueño del establecimiento les dice que él es de los alrededores de Gergovia. Cuando se entera de que los viajeros están buscando a Amerix, les dice que ha de cerrar, y lo hace a toda prisa. Cuando ya se han ido ellos, sale del local, se cubre para no ser fácilmente reconocido y va a llamar a otra puerta, cuenta lo que ha visto y lo que ha oído, y quien le ha atendido lo recompensa con unas monedas, le recomienda silencio y parte en busca de los recién llegados. Como el arverno le ha dicho que uno de los dos carga con un menhir, no le cuesta encontrarlos entre la multitud, hace por tener un encontronazo con ellos, se disculpa y se ofrece a ayudarlos en lo que pueda. Astérix le dice que están buscando a Amerix, y el luteciano dice que Amerix es su mejor amigo.
- Amerix se ha retirado. Se ha ido de Lutecia.

- ¡Oh!
El luteciano se ofrece para ayudarlos a conseguir hoces a buen precio. Obélix empieza a arrepentirse de haber traído el regalo:
- ¿Y qué voy a hacer yo con mi menhir?
El luteciano los conduce a un establecimiento donde se puede comer y beber mientras se oye a unos bardos que hacen música. Al verlo cargando con el menhir, la encargada del guardarropa le dice a Obélix si quiere dejar algo ahí.
- Si quiere dejar aquí sus cosas...
El luteciano pide que los acomoden en una mesa que esté algo alejada de los bardos. Los dos viajeros se sientan y su guía hace salir a alguien de la trastienda.
- Soy Gangstérix, el dueño del establecimiento. Mi amigo Lentix me ha dicho que buscan hoces de oro.
Gangstérix pide 3000 piezas de oro por la hoz, y a Astérix, que lleva 100 para comprarla, le parece un precio muy caro. Gangstérix le dice a Lentix que no vuelva a traer pobretones, y se desata una pelea. Al cabo, uno de los tumbados en el suelo por los viajeros avisa al resto de los habituales del local de la llegada de la patrulla romana:
- ¡Aire!: ¡los romanos!
Buena parte de la concurrencia se esfuma. El jefe de la patrulla romana, al ver el estado en que ha quedado el local, lanza una exclamación:
- ¡Por Júpiter! ¡Parece Pompeya!
Enseguida, hace salir a los dos visitantes para llevarlos a presencia del centurión. Ya en la calle, el jefe de la patrulla aparta a los curiosos:
- ¡Vade retro! ¡Vamos, vamos! ¡Vade retro!
Ya en presencia del centurión, el jefe de patrulla cumple con el saludo oficial:
- ¡Ave, centurión!

- ¡Ave, decurión! ¿Qué ocurre?
Astérix empieza a cansarse de tantos contratiempos.
- ¡Me temo que voy a romper de un momento a otro la Paz Romana!
Llega un sirviente que se queja de que con tanto ruido están turbando la comida del prefecto. Así, los dos galos son llevados ante Gracus Astutus.
El prefecto quiere saber quiénes perturban su comida, y le contesta el centurión.
- ¡Unos gallitos! ¡Era una simple pelea de gallitos!

- Bueno: vale, vale. Soltad a esos galos: me aburren. Estoy cansado, cansado, cansado...
Ya en la calle, Astérix intenta enterarse de la situación preguntando al centurión, que los ha acompañado en su salida. Obélix se pregunta por el significado de las palabras del prefecto.
- ¿Qué es esa historia del tráfico de hoces? 
- Hay en Lutecia una banda de traficantes de hoces. Las hoces andan muy buscadas, debido a esa reunión en el Bosque de los Cacahuetes. 

- ¿Y qué será lo que es tres?.
Astérix y Obélix se dirigen a la casa de Amerix, fuerzan la puerta y allí establecen su residencia de momento. Se aprovisionan, comen y se echan a dormir. Al día siguiente, los despierta el canto del gallo.
El sol se levanta sobre Lutecia, saludado por un gallo galo y madrugador.
Los dos amigos se dirigen al establecimiento del arverno para intentar obtener información que les sirva para encontrar a Amerix, pero el arverno se ha ido y ha dejado el negocio a un massiliano, que es una caricatura del actor Raimu. Ahora, el establecimiento se llama «Al sol de Massalia».
El nuevo propietario les dice que Amerix se ha marchado a Gergovia en carro de bueyes, así que Astérix y Obélix parten en su busca. Preguntan a un transeúnte, que les dice que vayan por la vía romana VII.
Los dos amigos se maravillan de la cantidad de carros que hay en la calzada.
- ¡Qué circulación!
Dada la escasa velocidad de los carros tirados por bueyes, en poco tiempo alcanzan al arverno, que confiesa que Amerix fue hecho prisionero y que a él, que pasaba por allí, lo dejó marchar Lentix con la condición de que habría de avisarle en caso de que alguien buscase al cautivo. Enterados de la dirección de Lentix, Astérix y Obélix se dirigen allí, fuerzan la puerta y registran la casa. El ruido llama la atención de la patrulla romana, mandada por el mismo decurión que los llevó a presencia del centurión el día anterior.
- ¡Por Minerva! ¿Vosotros otra vez?
Los dos galos son encerrados en un calabozo, donde tendrán como compañero de celda a otro galo completamente borracho.
- ¡Viva Vercinge... ¡hic! tórix!
Al saber a quién buscan, el compañero de celda les dice que lo conoce: que Lentix trabajaba en el establecimiento de Gangstérix, y que allí había un vino de Narbona muy bueno, pero que ahora han cerrado y es una pena. Interrogado por Astérix, el borracho dice que ha oído varias veces a Gangstérix dar cita a Lentix debajo del dolmen. Sin saber aún de qué dolmen pueda tratarse, Astérix y Obélix parten en su busca tras destrozar el rejado del calabozo. El borracho va detrás de ellos.
Ya en el patio, los dos amigos se enfrentan con la guarnición del edificio, y entonces llega el sirviente del prefecto con una nueva protesta:
- ¡Deteneos, por Mercurio! Mi amo, el prefecto, se queja del ruido. Ordena que vayáis a explicarle qué ocurre.
El aburrido pretor encuentra divertida la historia, y en agradecimiento hace soltar a los viajeros. Cuando abandonan el edificio, el compañero de celda es agarrado y devuelto a ella.
Buscando la manera de localizar el dolmen, Astérix y Obélix deambulan por la ciudad.
Astérix y Obélix ven unos carteles de un negocio dedicado a la atención a los viajeros, que hace alusión al Moulin Rouge:
Visitad Lutecia. Claudius Metrobus. Guía. 

Se habla latín. Se habla celta. Se habla germano.
Entran en el local, y el guía intenta que hagan una visita a la ciudad, pero Astérix pregunta por los dólmenes de la zona. El guía dice que sólo tiene noticia de uno, y que está en un bosque en el que hay lobos y bandidos.
- ¿No preferís una visita por Lutecia "La Nuit"? ¡Tres sestercios, cerveza à gogo...!
Los viajeros rehúsan la oferta, se enteran por el guía de que el bosque está en dirección a la puesta del sol y allí se encaminan.
Nuestros dos galos avanzan hacia el espeso bosque que no sabe aún que algún día se convertirá en el parisino Bosque de Bolonia.
Ya en las inmediaciones del bosque, encuentran a un viejo que está recogiendo leña y les pregunta a dónde van. Ellos le dicen que van al bosque y él les dice que es un sitio peligroso de noche, porque hay lobos y bandidos. Astérix le contesta que, como galos que son, no conocen el miedo. El viejo no parece participar de esa inmunidad, y sale corriendo.
- ¡Esto no es verdad! ¡Soy galo y tengo miedo!
Una vez en el bosque, los dos amigos hacen una apuesta sobre qué encontrarán primero: si lobos o bandidos. Enseguida, oyen un aullido, y Obélix se queja.
- Siempre soy yo quien pierde las apuestas. ¡No hay derecho!
Guiándose por los siguientes aullidos, Astérix y Obélix llegan hasta un claro en el que hay un árbol rodeado por los lobos. Alguien hay subido, así que los viajeros hacen huir a las fieras y avisan al infortunado de que ya puede bajar. El refugiado en el árbol resulta ser un bandido que, interrogado, les hace saber dónde está el dolmen que buscan.
- Hay un dolmen cerca del gran roble, en el centro del bosque...
Los dos viajeros dejan escapar al bandido. Poco después estalla una tormenta que lo oscurece todo y, a tientas, encuentran refugio. Cuando se despeja el cielo, se dan cuenta de que están debajo de un dolmen, y justo arriba hay un árbol grande. Se suben al roble y esperan.
Al clarear, Astérix avisa a su compañero:
- ¡Despierta, Obélix! ¡Alguien viene!
Ven a Lentix acercarse al dolmen, discuten si han de bajar o no, y, en un instante, el recién llegado ha desaparecido. Bajan los dos del árbol y Obélix cae en una trampa. Astérix lo sigue, y, ya bajo tierra, se internan en una galería hasta que llegan a una nave alumbrada por una antorcha, y allí se maravillan de lo que ven.
- ¡Que el cielo se me caiga en la cabeza! ¡Hoces de oro! ¡Millares de hoces de oro! 

- Yo diría que hasta decenas de hoces de oro.
Aparecen Gangstérix y sus hombres, que, naturalmente, recibirán una paliza propinada por Astérix y Obélix. Gangstérix alcanza a huir, pero Lentix, que ha sido capturado por Obélix, revela que Gangstérix sólo es un hombre del gran jefe, que es conocido solo por él. Lentix queda al cuidado de las hoces, y, para asegurarse de que no pueda escaparse, los dos viajeros colocan al salir una enorme roca sobre la trampa.
Ya en Lutecia, los viajeros pasan por una plaza en día de mercado.
- ¡Bonita mi romana, bonitaaa.

- ¡Al buen aceite de Grecia!

- ¡El buen salchichón de Lugdunum!
En el mismo mercado, en un lugar algo alejado de los dos viajeros, Gangstérix pide a un tendero un filete para ponérselo en el ojo morado.
- Quisiera un biftec.

- ¿De primera?
Astérix y Obélix ven a Gangstérix, que inmediatamente sale corriendo y es perseguido por ellos. Detrás, va el tendero.
- ¡Al ladrón! ¡Mi filete! ¡¡¡De primera, mi filete!!!
A todo correr, Astérix y Obélix chocan con una patrulla romana.
- ¡Por Apolo! ¿Otra vez vosotros?
Esta vez, los dos amigos son recluidos en celdas separadas. Obélix esperará a que tome la poción Astérix, pero éste está encadenado.
- ¡Ay! ¿Cómo conseguiría yo coger la cantimplora de poción mágica...?
En la misma celda está el borracho (aún borracho), y Astérix le pide que tome la cantimplora y le dé de beber. Para conseguirlo, le permite que beba él también, y así, en un momento se lleva a cabo la transacción. Ya vigorizado por la poción, Astérix arranca el rejado del calabozo, sale de allí y el borracho lo sigue.
- ¡Viva Vergogetrécix!
Astérix avisa a Obélix, que también arranca el rejado de su celda, y los vítores del que los sigue ponen en guardia a la guarnición, y tienen que pelearse con ella en el patio. Ya abatidos los legionarios que han acudido, Astérix dice que es el momento de irse, pero Obélix, viendo que salen más del edificio, no rehúsa seguir el combate.
- ¿No quieres que acabemos primero con esa cohorte?
Astérix quiere salir del edificio para encontrar a Gangstérix. Llegados a una puerta ante la que hay un guardia, éste les dice que en la estancia que hay detrás de ella está el prefecto, y que, por tanto, no pueden pasar. Pasar es lo que hacen los dos galos, y dentro encuentran al prefecto... y a Gangstérix. Detrás de los galos, entra el centurión, y Astérix le dice que el prefecto es el jefe de la banda de traficantes de hoces. El centurión queda asombrado por la noticia.
- Quis, quid, ubi, quibus auxiliis, cur, quomodo, quando?
Enseguida, el prefecto Gracus Astutus reconoce ser el jefe de la banda, y dice que lo ha hecho por el oro, pero también porque se aburría.
- Acta est fabula... Pásame un pollo, Gangstérix...
Interrogado por Astérix, Gracus Astutus revela que Amerix está escondido en el sótano de ese mismo edificio. Los galos se apresuran a bajar, y se da el encuentro entre los dos primos lejanos. El centurión manda quitar las cadenas del prisionero y ponérselas a Gracus Astutus y a Gangstérix. El prefecto Gracus está ilusionado, y se lo comunica a Gangstérix:
- ¡Por fin, un poco de distracción! ¡Cómo se pondrá César cuando sepa que he abusado de su confianza! Nos condenará a remar en sus galeras, o, mejor aún, a ser devorados por sus leones en el circo... ¡Nos vamos a reír más...!

- Sí, mucho.
Astérix y Obélix van con Amerix a su casa, y allí celebran con él haberlo rescatado. Amerix les da la mejor de sus hoces de oro.

### El regreso
Astérix y Obélix salen de Lutecia pletóricos, y por el camino van cantando.
Lutéeeeecia es una rúuuuubia
Por el camino, los viajeros dan cuenta de algunos bandidos.
- ¡Te digo que el cielo nos ha caído sobre la cabeza!
También dan cuenta de algunos bárbaros.
- Perro a fosotros ¿os parrece bien eso?

- ¡Ni porr asomo!
Y de algunos jabalíes imprudentes quedan restos por el camino.
Por fin, los dos viajeros llegan a avistar su aldea:
- ¡Mira, Obélix! ¡Nuestro pueblo!

- ¡Olé!
Habiendo traído la hoz de oro que precisaba el druida, Astérix y Obélix son agasajados con un banquete durante el que el bardo Asurancetúrix estará atado y amordazado en su casa.